# Dragon Ball: Raging Blast 2
Dragon Ball: Raging Blast 2 (ドラゴンボール レイジングブラスト ２, Doragon bōru: Reijingu burasuto tsū, littéralement « Dragon Ball: Explosion fulgurante 2 ») est un jeu vidéo de combat sur l'univers de Dragon Ball Z développé par Spike et édité par Namco Bandai. Le jeu est disponible depuis fin 2010 sur PlayStation 3 et Xbox 360.
Le jeu comporte 90 personnages, dont plus de 20 qui font leur première entrée dans la série Raging Blast.

## Nouveautés
Il y a une version collector qui contient un Laser Cell, des tenues différentes et une image en relief de Son Gohan en Super Saiyan 2 et Cell.

### Personnages
- Dabra[1]
- Janemba[1]
- Neil[2]
- Paikûhan[2]
- Son Gohan (futur)[2]
- Thalès[1]
- Bojack[3]
- Zangya[3]
- Hatchiyack[3]
- C-13[3]
- C-14[3]
- C-15[3]
- Cooler[3]
- Son Gohan (puissance ultime)[4]
- Cell Jr.[5]
- Saibamen[6]
- Table[7]
- Neizu[7]
- Dôre[7]
- Kiwi[7]
- Mecha Freezer[8]
- Sauzer[8]
- Metal Cooler[9]

### Arènes
- Championnat du monde
- Cell Game
- îles
- Enfer
- Planète
- Plaine
- Palais de Dende
- Montagnes (désert)
- Glacier
- Ville détruite
- Namek
- Kaïoshin-kai
- Grotte
- Namek detrui